# Molenspel

Speelbord van het molenspel

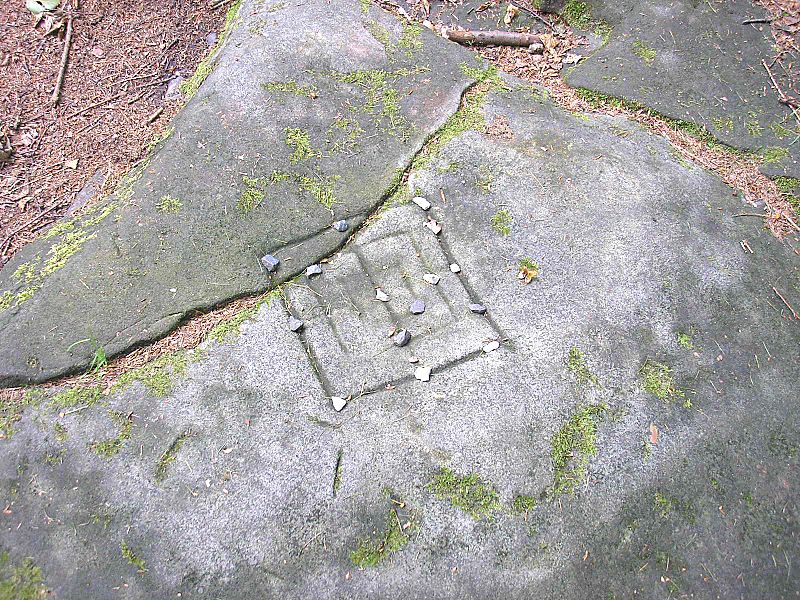
Burgstall Teufelsstein bij Liechtenstein

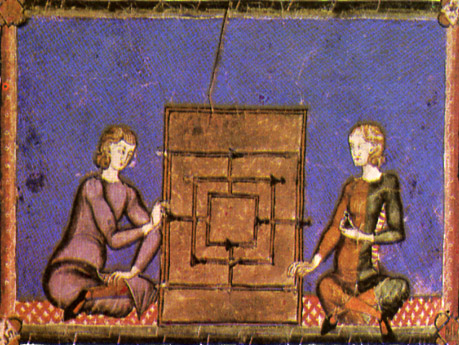
Het molenspel, zoals beschreven in de Libro de los juegos (1283).

Het molenspel is een eeuwenoud bordspel. Het wordt ook wel moonen genoemd (naar het Friese woord mûne) of morris (afgeleid van de Engelse naam van het spel Nine men's morris).

## Geschiedenis
Het speelbord is aangetroffen in een dakplaat van een tempel in Qurna in Egypte die omstreeks het jaar 1400 voor Christus werd gebouwd. Ook bij opgravingen in Troje werd het diagram aangetroffen en in Ierland in het graafschap Wicklow is een gravure in een uit de bronstijd afkomstige steen aangetroffen. Deze werd waarschijnlijk door handelslieden uit Griekenland en Fenicië naar Noord-Europa gebracht. Eeuwen later gebruikten ook de Vikingen hetzelfde speelborddiagram. In een negende-eeuws scheepsgraf (Gokstadschip) dat rond 1900 werd gevonden in Noorwegen, is een molenspelbord aangetroffen.
Het huidige speelbord is precies hetzelfde als dat van eeuwen terug.
In de literatuur wordt ook regelmatig melding gemaakt van "Morris". In het Boek der spelen van koning Alfonso de Wijze wordt het vermeld, maar ook in de Talmoed en in Een midzomernachtsdroom van Shakespeare komt het voor. In middeleeuwse geschriften uit Frankrijk, Engeland en Duitsland verschijnt het spel ook regelmatig.
The nine men's morris is fill'd up with mud; 

and the quaint mazes in the wanton green, 

for lack of tread are undistinguishable.
De naam Morris is waarschijnlijk de middeleeuwse Engelse versie van het merills of morell zoals de vroege middeleeuwse versies in Frankrijk heetten. Doordat men verschillende versies ging spelen, ontstonden er nine men's morris, three men's morris, enzovoort.
Een molenspelbord is ook eenvoudig te tekenen op een stuk papier.

## Spelregels
Het spel heeft twee spelers, elk van de spelers krijgt negen pionnen, de één zwart, de ander wit. Het spel wordt gespeeld op de 24 punten (kruisingen en hoeken van de lijnen) op het speelbord. Er wordt geloot voor de eerste beurt.

### Spelverloop
Het spel verloopt in drie fasen:
1. Het zetten - de spelers zetten om de beurt een pion op de punten (kruisingen en hoeken van de lijnen)
2. Het verschuiven - de pionnen kunnen worden verschoven: de pionnen mogen over een lijn op een aangrenzend vrij punt geplaatst worden.
3. De eindfase - zodra een speler nog maar drie pionnen heeft, mag hij met zijn pionnen "springen": de speler mag nu per beurt een pion naar willekeurig welk punt laten springen. Zodra hij nog een pion verliest heeft hij het spel verloren.

N.B. deze derde fase wordt niet altijd op deze wijze gespeeld. In sommige varianten wordt het "springen" niet toegestaan.

### Molentje maken
Per beurt mag een speler één pion op het bord plaatsen, of als alle pionnen op het bord staan, één pion verplaatsen volgens de regels genoemd onder spelverloop.
Het is de bedoeling om bij het plaatsen en verschuiven van de pionnen een zogenaamd "molentje" te maken. Dat wil zeggen drie pionnen, van de eigen kleur, op een rij (aangrenzende punten op een lijn). Op het moment dat een speler een "molentje" maakt, mag hij een pion van de tegenstander uit het spel nemen, te beginnen met stenen die "los" staan. Dat wil zeggen: pionnen die in een "molentje" staan, mogen niet worden verwijderd, als er nog stenen staan die geen deel uitmaken van een "molentje". Een pion die is verwijderd, kan niet worden teruggebracht in het spel.
Men kan een "molentje" openen door een van de drie pionnen eruit te schuiven. Wordt die pion later weer teruggebracht, dan is er weer een "molentje" ontstaan en mag er weer een pion van de tegenstander worden weggenomen.
Het spel is afgelopen wanneer een speler nog maar twee pionnen overheeft of wanneer een van de spelers geen verschuivingen meer kan doen vanwege een blokkade door zijn tegenstander.
Als beide spelers nog maar 3 pionnen hebben dan heeft men 10 beurten om te winnen, anders is het gelijkspel.

## Strategie
De rode pionnen op de afbeelding hiernaast vormen een zogenaamde wisselmolen. Dit betekent dat de rode speler elke beurt opnieuw zijn ene "molentje" kan openen en daarbij zijn andere sluiten. Hiermee heeft hij een situatie gecreëerd waarin hij snel de pionnen van zijn tegenstander kan elimineren.
Vooral aan het begin van het spel is het van belang om een grote bewegingsvrijheid voor zijn pionnen te bewerkstelligen. Snel "molentjes" maken is in dit stadium minder belangrijk. De vier kruispunten in het midden zijn erg in trek bij slimme spelers, de hoekpunten worden liever gemeden.
Het aantal geldige posities wordt geschat op ongeveer 1010, het aantal mogelijke spelverlopen is ongeveer 1050. In oktober 1993 loste Ralph Gasser het molenspel op: hij bewees dat het in remise eindigt als beide spelers volmaakt spelen. Gasser ontwikkelde ook een computerprogramma genaamd Bushy dat wordt gezien als de sterkste speler ter wereld.